# Aleksandr Suchomlin
Aleksandr Wasiljewicz Suchomlin (ros. Александр Васильевич Сухомлин; ur. 23 października?/5 listopada 1900 we wsi Krasnopolje w obwodzie czernihowskim, zm. 7 października 1970 w Moskwie) – radziecki dowódca wojskowy, generał porucznik.

## Życiorys
Od 1918 służył w Armii Czerwonej i należał do RKP(b), walczył w wojnie domowej na Froncie Zabajkalskim i Amurskim, 1920 ukończył szkołę piechoty, a 1922 kursy „Wystrieł”. W latach 1921–1931 był kolejno dowódcą kompanii, batalionu, szefem sztabu pułku piechoty, szefem 1 sekcji sztabu dywizji i pomocnikiem szefa Wydziału 1 Sztabu Armii Czerwonej. W 1927 ukończył Akademię Wojskową im. Frunzego, a 1938 Wojskową Akademię Sztabu Generalnego, od listopada 1931 do 1933 był szefem sekcji wydziału i potem naczelnikiem i komisarzem kursu Akademii Wojskowej im. Frunzego, w latach 1933–1936 zastępcą szefa i szefem wydziału, później pomocnikiem inspektora Specjalnej Dalekowschodniej Armii Czerwonego Sztandaru. W 1937 został wykładowcą i naczelnikiem kursu, a w sierpniu 1940 katedry Wojskowej Akademii Sztabu Generalnego, w latach 1941–1944 podczas wojny z Niemcami był kolejno zastępcą szefa sztabu Frontu Północno-Zachodniego, szefem sztabu 54 Armii, dowódcą 8 Armii i 54 Armii, pomocnikiem dowódcy Frontu Wołchowskiego i dowódcą 10 Gwardyjskiej Armii Frontu Zachodniego. Wojska pod jego dowództwem wyróżniły się w operacji smoleńskiej. Od lutego 1944 do 1949 był I zastępcą komendanta Akademii Wojskowej im. Frunzego, 1949-1959 szefem wydziału i starszym wykładowcą Wojskowej Akademii Sztabu Generalnego, a 1959-1963 pracownikiem naukowym w Sztabie Generalnym, 1963 zakończył służbę wojskową.

## Odznaczenia
- Order Lenina
- Order Czerwonego Sztandaru (czterokrotnie)
- Order Suworowa II klasy

I medale.